# Drosophila funebris
Drosophila funebris (Fabricius, 1787), è un insetto del genere Drosophila (Diptera: Drosophilidae), sottogenere Drosophila.
Descritto da Johan C. Fabricius nel 1787 e classificato nel genere Musca, rappresenta la specie tipo del genere parafiletico Drosophila.